# 김하민

## 클럽 경력
김하민은 경남 FC U18(진주고) 출신으로, 선문대학교 재학 중 대학 무대에서 활약한 뒤 2025년 6월 경남 FC와 정식 계약을 맺고 1군에 합류하였다. 2025년 6월 22일 수원 삼성 블루윙즈전에서 K리그2 데뷔전을 치렀다.

## 국가대표 경력
대학교 재학 시절 대한민국 U-대표팀(덴소컵 대표)으로 선발된 경력이 있다.

## 플레이 스타일
중앙 수비형 미드필더로서 후방 빌드업과 짧은 패스, 수비 커버 능력이 뛰어난 선수다. 대학 대회에서 최우수선수상, 도움상 등을 수상하며 중원 장악 능력을 인정받았다.

## 수상
- 2023년 태백산기 전국대학축구대회 최우수선수상
- 2023년 한산대첩기 대학축구대회 도움상